# Robertas Javtokas
Robertas Javtokas (Šiauliai, 20 de marzo de 1980) es un exjugador profesional de baloncesto. Mide 2,11 metros y jugaba habitualmente en la posición de pívot.

## Trayectoria

### Jugador universitario
Asistió a la St. Vincent – St. Mary High School en Akron, Ohio, y a la Bishop McGuinness High School en Winston-Salem, North Carolina. En 1999 fue reclutado por la Universidad de Arizona, por lo que disputó una temporada de la Pac-10 Conference con los Wildcats.

### Jugador profesional
Javtokas fichó por el Lietuvos Rytas de la liga lituana en el año 2000. Allí compartió banquillo con otros jugadores como Simas Jasaitis, Rimantas Kaukenas, Ramunas Siskauskas y Arvydas Macijauskas. Jugó durante seis temporadas, siendo el pívot referente del equipo.
En la temporada 2006-2007, Robertas fichó por el Panathinaikos griego, con el que ganó la liga griega, la copa de este mismo país y la Euroliga. Al año siguiente fichó por el Dynamo Moscow de la liga rusa, con el que jugó dos temporadas, antes de marcharse al BC Khimki.
El 15 de julio de 2010 se hizo oficial su fichaje por dos temporadas por el Power Electronics Valencia de la liga ACB.
Tras promediar durante la temporada 2010/11 8 puntos y 6 rebotes en 25 minutos de juego con el club valenciano, en junio de 2011 se confirma su regreso a Lituania para jugar en las filas del Zalguiris Kaunas tras el pago de los 100.000 euros de su cláusula de rescisión.

## Selección nacional
Javtokas disputó el Campeonato Europeo de Baloncesto Masculino Junior de 1998 y el Campeonato Europeo de Baloncesto Masculino Juvenil de 2000.
Con la selección absoluta, disputó tres ediciones del torneo de baloncesto masculino de los Juegos Olímpicos de Verano (Atenas 2004, Pekín 2008 y Río de Janeiro 2016) y dos ediciones del Mundobasket (Japón 2006 y Turquía 2010, donde su equipo consiguió la medalla de bronce).
Asimismo actuó en el FIBA Diamond Ball 2004 y participó siete veces del Eurobasket: 2001, 2005, 2007, 2009, 2011, 2013 y 2015. 

## Palmarés

### En competiciones de clubes
- Liga de Lituania: 8

Lietuvos rytas: 1999-2000, 2001-02, 2005-06
Žalgiris Kaunas: 2012-13, 2013-14, 2014-15, 2015-16, 2016-17
- A1 Ethniki: 1

Panathinaikos BC: 2006-07
- Copa de Lituania: 1

Žalgiris Kaunas: 2015
- Copa de Grecia: 1

Panathinaikos BC: 2007
- ULEB Cup: 1

Lietuvos rytas: 2004-05
- Liga báltica: 2

Lietuvos rytas: 2005-06
Žalgiris Kaunas: 2011-12
- Euroliga: 1

Panathinaikos BC: 2006-07

### Con la Selección de Lituania
- 2007. Medalla de bronce en el Eurobasket 2007 de España.
- 2010. Medalla de bronce en el Mundobasket 2010 de Turquía.
- 2015. Medalla de plata en el Campeonato Europeo de Baloncesto Masculino de 2015.

## Vida personal
Es hermano de Artūras Javtokas.
En el año 2002, Javtokas sufrió un accidente de moto cuando circulaba a una velocidad aproximada de 140 kilómetros por hora alrededor de Vilna. El aparatoso accidente, en el cual salió despedido a metros de distancia, lo mantuvo alejado de las pistas durante la temporada 2002-2003. Antes de su aparatosa caída se afirma que Robertas llegaba a machacar aros a más de 3,50 m de altura.
Se desempeñó como director deportivo del Zalguiris Kaunas entre 2017 y 2021.